# Paul O’Connell
Paul O’Connell (ur. 20 października 1979 r. w Limerick) – irlandzki rugbysta występujący na pozycji wspieracza, były kapitan reprezentacji i zespołu British and Irish Lions.
W trakcie swojej kariery czterokrotnie uczestniczył w pucharze świata i trzy razy sięgał po Puchar Sześciu Narodów, zdobywając przy tym Wielki Szlem oraz czterokrotnie Triple Crown. Z prowincjonalną drużyną Munster Rugby wywalczył trzy tytuły ligowe, puchar ligi oraz dwa europejskie puchary.

## Młodość
O’Connell urodził się i wychował w Limerick, gdzie uczęszczał do Model School, a następnie do Ardscoil Rís. W dzieciństwie z powodzeniem uprawiał wiele dyscyplin sportu, przede wszystkim pływanie (w Limerick Swimming Club), ale też golf czy futbol gaelicki (w South Liberties).
Rugby zaczął uprawiać mając osiem lat w ekipie Young Munster, jednak wkrótce poświęcił się wyłącznie pływaniu. Do rugby powrócił w wieku lat 16. W barwach Ardscoil Rís występował w Munster Schools Rugby Senior Cup. Zanim został przekwalifikowany na wspieracza, ustawiany był na pozycji łącznika ataku.

## Kariera klubowa
Po podpisaniu zawodowego kontraktu z drużyną Munster Rugby, O’Connell w sierpniu 2001 roku zadebiutował w przedsezonowym sparingu z Bath Rugby. W meczu o stawkę po raz pierwszy wystąpił w ostatnich minutach meczu z zespołem z Edynburga rozegranym w ramach Celtic League. Nieco ponad miesiąc później zadebiutował również w rozgrywkach europejskich – jako zmiennik pojawił się na boisku w spotkaniu z Castres Olympique. W Pucharze Heinekena Munster dotarł aż finału – który O’Connell rozpoczął w pierwszym składzie – jednak ostatecznie uległ Leicester Tigers 15:9.
W 2003 roku z prowincjonalną drużyną wywalczył mistrzostwo Celtic Legue, po zwycięstwie nad Neath 37:17 (w samym finale O’Connell nie brał udziału). Dalsze sukcesy przyniósł sezon 2004/2005, kiedy to Munster sięgnął po Celtic Cup. W finale irlandzka drużyna pokonała Walijczyków ze Scarlets 27:16.

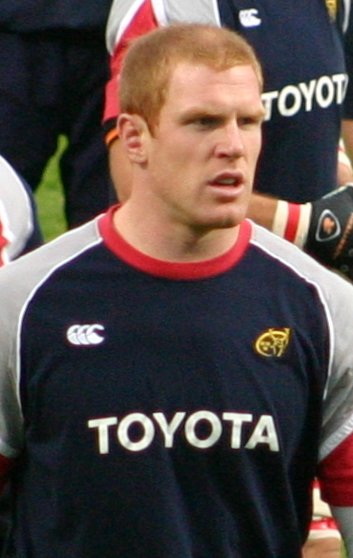
O’Connell przed meczem Munster Rugby (2006)

Kolejny sezon w wykonaniu Munster Rugby na stałe zapisał się w historii irlandzkiego rugby. Drużyna z Thomond Park jako druga w kraju (i jako pierwsza od sezonu 1998/1999) sięgnęła po Puchar Heinekena. O’Connell w ćwierćfinale z USA Perpignan świetną dyspozycję udokumentował przyłożeniem, odgrywając również niepoślednią rolę w meczach półfinałowym z Leinster Rugby i finałowym z Biarritz Olympique. Za sezon ten otrzymał nominację do nagrody Zawodnika Roku na Świecie.
Przed rozpoczęciem sezonu 2007/2008 O’Connell został wybrany kapitanem swojej drużyny. Pod jego przewodnictwem Munster po roku przerwy ponownie sięgnął po Puchar Heinekena, pokonując w finale Tuluzę 16:13. Z kolei rok później zespół z południowo-zachodniej Irlandii wywalczył tytuł mistrzowski w Celtic League.
W marcu 2010 roku O’Connell doznał kontuzji pachwiny, która następnie została zainfekowana, co znacznie wydłużyło okres rehabilitacji. Zgodnie z wcześniejszymi przewidywaniami, kapitan Munsteru do gry wrócił dopiero w grudniu, w meczu Young Munster. W kolejnych tygodniach z ławki rezerwowych pojawił się na boisku w meczu ligowym przeciw Cardiff Blues, a następnie w spotkaniu Pucharu Heinekena z Ospreys. W pojedynku tym w nieprzepisowy sposób zaatakował jednak Jonathana Thomasa, za co został ukarany czerwoną kartką i dalszymi czterema tygodniami zawieszenia. Kiedy w połowie stycznia 2011 roku O’Connell od pierwszego gwizdka wystąpił w meczu Pucharu Heinekena z RC Toulon, był to jego pierwszy mecz w podstawowym składzie od 51 tygodni. Porażka w tym spotkaniu oznaczała, że Munster po raz pierwszy od 13 lat odpadł z rozgrywek po fazie grupowej. W kwietniu Irlandczyk doznał kolejnej kontuzji, kiedy w meczu z Leinster Rugby uszkodził ścięgno w kostce. Uraz ten wykluczył go z gry na cztery tygodnie. Pierwszy mecz O’Connella po kontuzji przypadł na półfinał European Challenge Cup, w którym Munster uległ angielskim Harlequins. Miesiąc później w roli kapitana poprowadził Munster do zwycięstwa nad Leinsterem w wielkim finale Celtic League.

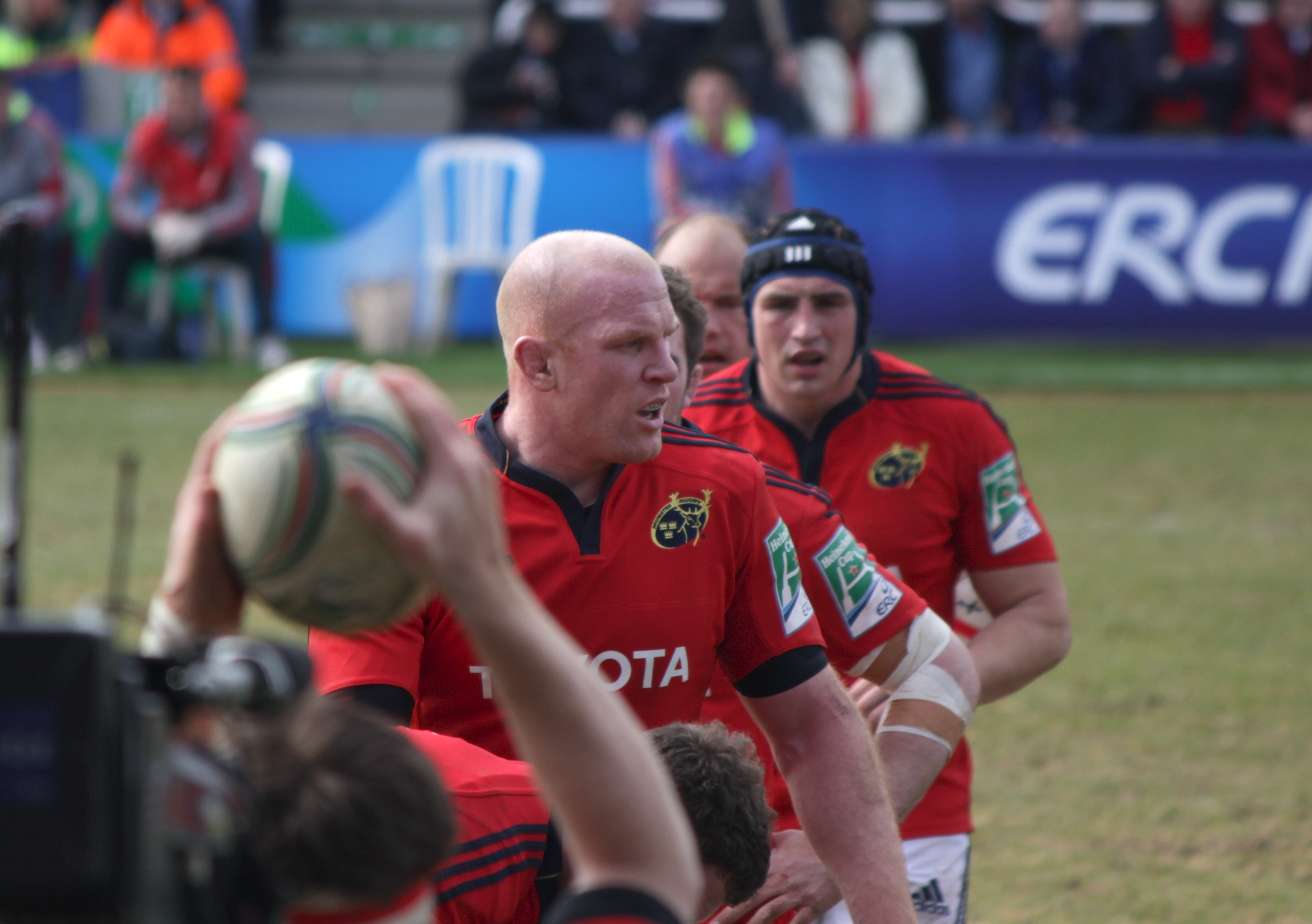
Mecz Harlequins – Munster (2013)

W styczniu 2012 roku O’Connell przedłużył kontrakt z prowincjonalnym zespołem o dwa dalsze lata, do końca sezonu 2013/2014, jednak kolejny rok stanowił niemal stałe pasmo urazów irlandzkiego wspieracza. W trakcie marcowego meczu reprezentacji doznał kontuzji kolana, po której wrócił do gry 8 kwietnia w meczu z Ulster Rugby. Miesiąc później w spotkaniu z tym samym rywalem raz jeszcze uszkodził kolano, co miało odsunąć go od treningów na cztery do sześciu tygodni. Opuściwszy znaczną część sezonu z uwagi na kontuzje, w trakcie letniej przerwy w rozgrywkach O’Connell zrezygnował z funkcji kapitana Munsteru na rzecz Douga Howletta. Jako że rehabilitacja postępowała wolniej niż przypuszczano, zawodnik powrócił do składu dopiero w połowie października na mecz Pucharu Heinekena przeciw Racing Métro 92. 1 stycznia 2013 r. ogłoszono z kolei, że wychowanek Young Munster pomyślnie przeszedł operację kręgosłupa, dzięki której zlikwidowano nawracający problem związany z uciskającym nerw krążkiem międzykręgowym. Datę powrotu do pełnej sprawności wstępnie określono na kwiecień 2013 roku. Tym razem rehabilitacja przebiegła jednak szybciej, niż przewidywano i już w połowie marca reprezentant Irlandii wystąpił w spotkaniu rezerw Munsteru oraz w meczu ligi irlandzkiej w barwach Young Munster. Do pierwszej drużyny Munster Rugby powrócił w spotkaniu z Connachtem 23 marca. W dalszej części sezonu – pod nieobecność Howletta – jako kapitan prowadził drużynę w wygranym ćwierćfinale Pucharu Heinekena z Harlequins (gdy został okrzyknięty graczem meczu) oraz półfinale, w którym Irlandczycy ulegli zespołowi ASM Clermont Auvergne.
Na początku kolejnego roku O’Connell o dwa lata, do końca sezonu 2015/2016 przedłużył kontrakt z drużynami prowincjonalna i narodową. Niemniej w czerwcu 2015 roku ogłoszono, że Munster Rugby oraz Irish Rugby Football Union wobec wieloletnich zasług zawodnika przystały na jego prośbę o skrócenie dotychczasowej umowy. W sumie w barwach drużyny z Munsteru rozegrał 178 spotkań.
Przedwczesne rozwiązanie kontraktu wiązało się z transferem do klubu RC Toulon, o którym od pewnego czasu spekulowały irlandzkie media. Odrzuciwszy pierwotną ofertę francuskiego potentata, O’Connell podpisał ostatecznie dwuletnią umowę wiążącą go z zespołem z Lazurowego Wybrzeża. Debiut w nowej drużynie musiał jednak zostać odłożony w czasie, gdyż uraz, jakiego doznał w październiku 2015 roku, wykluczył go z gry na cztery do ośmiu miesięcy. W lutym 2016 roku z uwagi na powolne postępy w rehabilitacji i zalecenia lekarskie Irlandczyk ogłosił zakończenie kariery sportowej.

## Kariera reprezentacyjna
Po raz pierwszy w barwach narodowych O’Connell wystąpił w 1997 roku w tzw. reprezentacji szkolnej czyli drużynie U-18, gdzie występował m.in. razem z Gordonem D’Arcym. Zadebiutował na Thomond Park w meczu ze Szkocją. Następnie trafił do zespołu do lat 21, w którym grał obok Donnchy O’Callaghana. W listopadzie 2001 roku znalazł się na ławce rezerwowych podczas meczu na Donnybrook Stadium, w który spotkały się zespół „Ireland Development XV” i reprezentacja Samoa. W tym samym miesiącu znalazł się w szerokim składzie Irlandii A, która na Ravenhill Stadium mierzyła się z rezerwami Nowej Zelandii.
W pierwszej reprezentacji debiutował w lutym 2002 roku w meczu Pucharu Sześciu Narodów z Walią. Już na samym początku spotkania w trakcie starcia z Walijczykiem Craigiem Quinnellem został uderzony łokciem w głowę, na skutek czego stracił przytomność. Po chwili podjął jednak grę i w 25. minucie spotkania po maulu autowym zdołał nawet położyć piłkę w polu punktowym. Kilka minut później opuścił jednak plac gry. Jak sam przyznał później w jednym z wywiadów, podczas badania lekarskiego tuż po zejściu z boiska nie zdawał sobie sprawy z czasu, jaki spędził na boisku, jak również nie pamiętał o tym, że zdobył przyłożenie.
W kolejnym roku, w sierpniowym sparingu z Walią zdobył dwa przyłożenia, czym przybliżył się do powołania na odbywający się w październiku i listopadzie Puchar Świata 2003. Podczas australijskiego turnieju wystąpił we wszystkich pięciu spotkaniach swojej reprezentacji, która odpadła w ćwierćfinale po porażce z Francją. Na początku 2004 roku O’Connell uczestniczył w Pucharze Sześciu Narodów, podczas którego reprezentacja Irlandii po raz pierwszy od 19 lat wywalczyła Triple Crown. W pierwszym meczu turnieju, z Francją, 24-letni rwacz – wobec kontuzji Briana O’Driscolla – po raz pierwszy pełnił rolę kapitana reprezentacji.

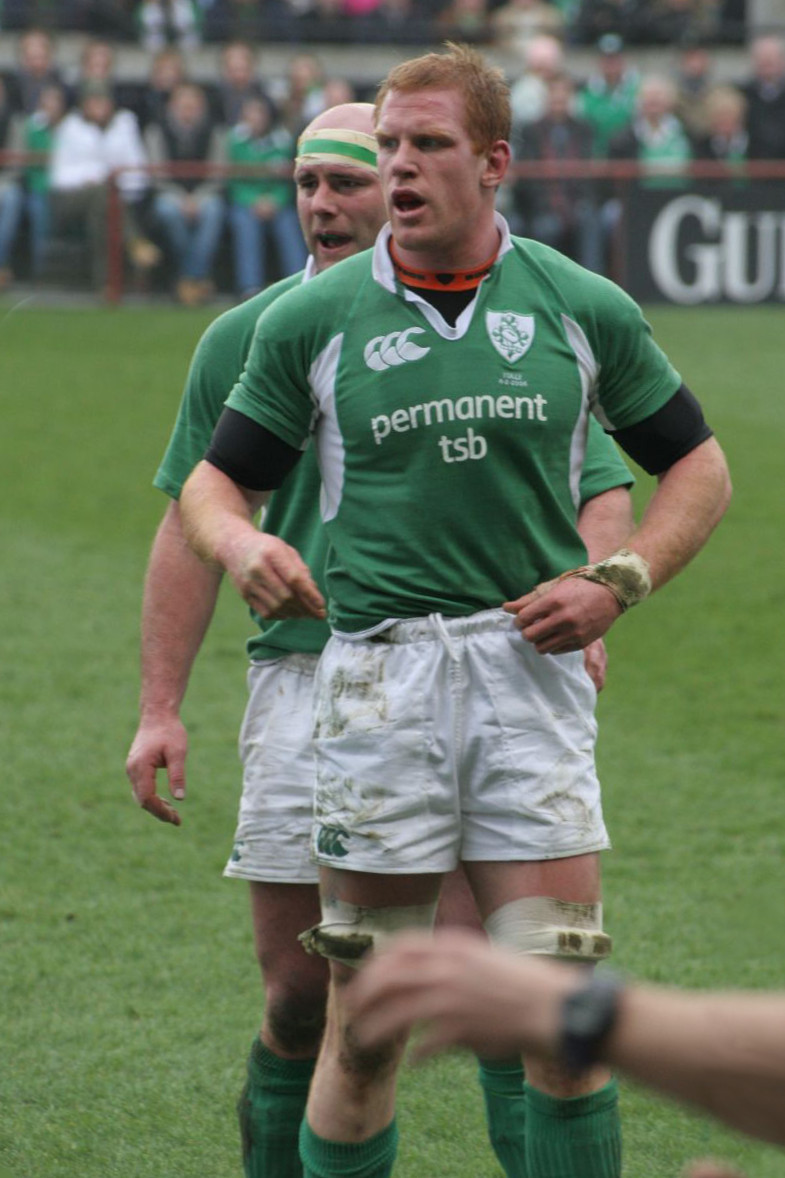
O’Connell podczas meczu Pucharu Sześciu Narodów (2006)

W 2005 roku otrzymał powołanie do brytyjskiej drużyny mieszanej, British and Irish Lions na jej nowozelandzkie tournée – wystąpił w dwóch sparingach i wszystkich trzech testmeczach z „All Blacks”. Rok później w barwach reprezentacji brał czynny udział w Pucharze Sześciu Narodów. Jego zwieńczeniem był dramatyczny mecz z Anglią, w którym uzyskane w ostatnich minutach zwycięstwo dało Irlandii – po roku przerwy – kolejny tytuł Triple Crown. Jesienią tego samego roku w rozegranym na Lansdowne Road pojedynku z Pacific Islanders, kombinowanym zespołem reprezentującym Fidżi, Samoa i Tonga, O’Connell zdobył jedno z ośmiu przyłożeń swojej drużyny. Było to ostatnie przyłożenie przed rozbiórką tego obiektu, na którego miejscu wybudowano później Aviva Stadium. Jesienią otrzymał nominację do nagrody światowej federacji dla Zawodnika Roku.

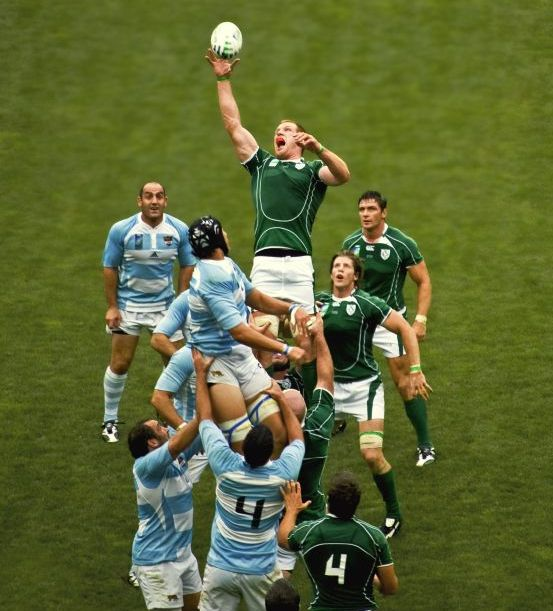
O’Connell w trakcie meczu Argentyna – Irlandia podczas Pucharu Świata (2007)

Rok 2007 reprezentacja Irlandii tradycyjnie rozpoczęła od Pucharu Sześciu Narodów. Pod nieobecność kontuzjowanego O’Driscolla, to O’Connell poprowadził reprezentację w pierwszym w historii spotkaniu rugby rozegranym na Croke Park, stadionie sportów gaelickich. Do legendy przeszła jego przedmeczowa przemowa, w której motywował kolegów z drużyny do „szaleńczej agresji”. Irlandczycy ulegli wówczas Francji po przyłożeniu Vincenta Clerca zdobytym na minutę przed ostatnim gwizdkiem. Tydzień później gospodarze na tym samym obiekcie odnieśli rekordowe zwycięstwo 43:13 nad reprezentacją Anglii. Ostatecznie mimo zwycięstwa we wszystkich pozostałych spotkaniach, reprezentacja Irlandii zajęła drugie miejsce, jedynie różnicą „małych punktów” ustępując swoim jedynym pogromcom – Francuzom. Mimo wszystko drużyna z Zielonej Wyspy po raz trzeci w ciągu czterech lat wywalczyła Triple Crown. Kilka miesięcy później O’Connell znalazł się w składzie reprezentacji na Puchar Świata, jednak rozgrywany we Francji turniej okazał się być dla Irlandczyków szczególnie nieudany. Po nieprzekonującym zwycięstwie nad Namibią, irlandzka reprezentacja zaledwie czterema punktami pokonała Gruzję. Ówczesny łącznik ataku Ronan O’Gara określił tę wygraną jako najgorszy moment w historii irlandzkiego rugby. Po dwóch kolejnych porażkach, z Francją i Argentyną irlandzka kadra po raz pierwszy w historii nie awansowała do fazy pucharowej mistrzostw. O’Connell wystąpił we wszystkich meczach swojej drużyny.

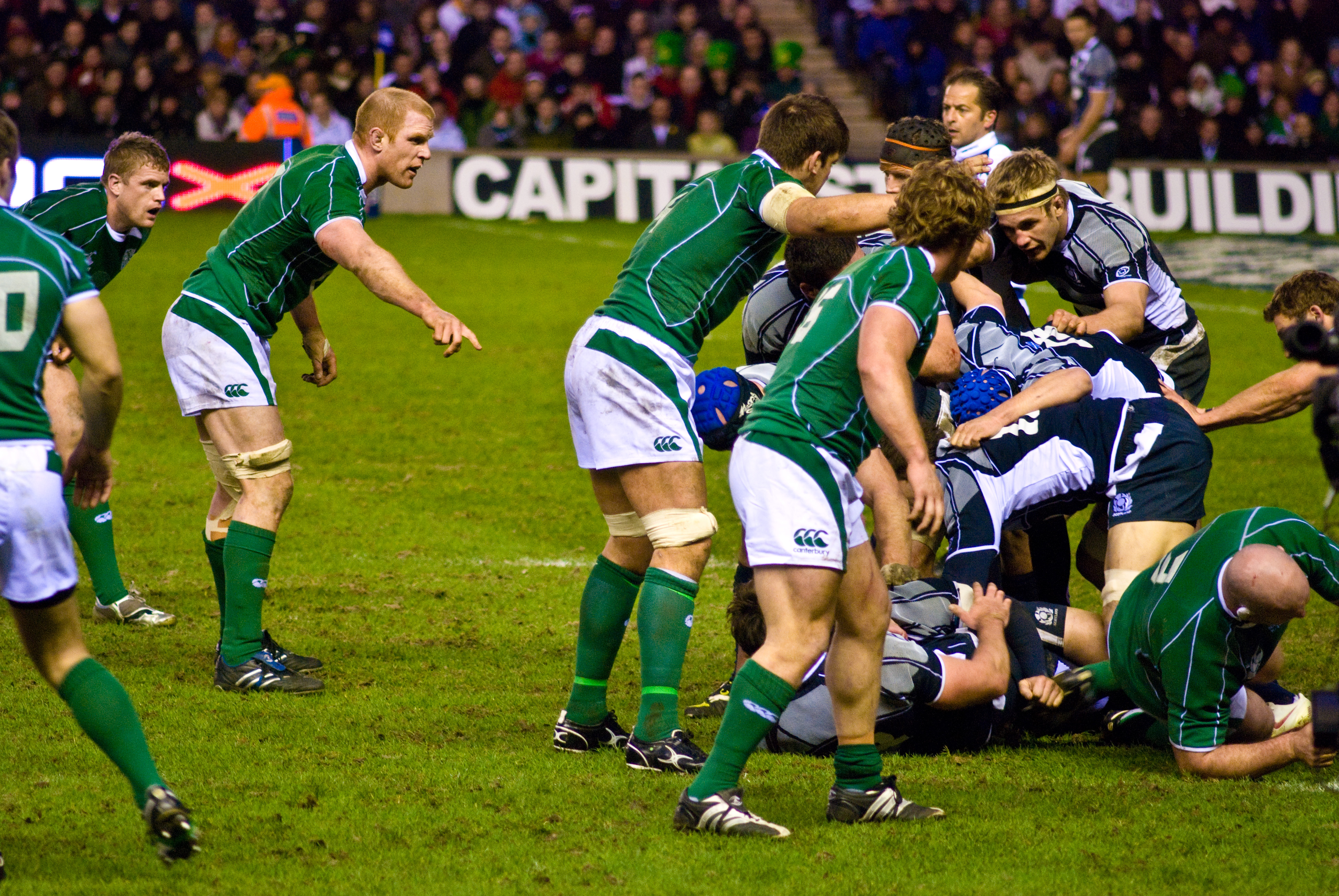
O’Connell (drugi z lewej) podczas meczu Szkocja – Irlandia (2009)

W roku 2009 zawodnik Munsteru był pewnym punktem swojej reprezentacji podczas Pucharu Sześciu Narodów, kiedy ta sięgnęła po zwycięstwo w rozgrywkach i pierwszy od 61 lat Wielki Szlem (oraz Tripple Crown). Po jednopunktowym zwycięstwie nad Anglią, Irlandczycy w ostatniej kolejce w dramatycznych okolicznościach wygrali z Walią 17:15. Odzwierciedleniem wysokiej formy reprezentacji był skład British and Irish Lions na tournée po Południowej Afryce, w którym znalazło się 14 Irlandczyków, zaś O’Connellowi powierzono funkcję kapitana. Tym samym został dziesiątym Irlandczykiem w historii, który pełnił tę rolę. W RPA wystąpił w trzech meczach przygotowawczych i trzech testmeczach z „Springboks”. Po dwóch porażkach, w ostatnim spotkaniu serii „Lwy” wygrały spotkanie na Ellis Park 28:9. Komentatorzy podkreślali charyzmę i zaangażowanie O’Connella w motywowanie swoich kolegów w trakcie spotkań. Z uwagi na przewlekłą kontuzję pachwiny, której nabawił się w trakcie ostatniej kolejki Pucharu Sześciu Narodów, O’Connell w roku 2010 opuścił pozostałe spotkania na arenie międzynarodowej.
Wystąpiwszy we wszystkich pięciu meczach Pucharu Sześciu Narodów 2011, w dalszej części sezonu O’Connell otrzymał powołanie na Puchar Świata. W pierwszym spotkaniu nowozelandzkiego turnieju Irlandczycy pokonali USA, zaś sam O’Connell został wybrany najlepszym zawodnikiem meczu. W kolejnym meczu fazy grupowej Irlandia zanotowała historyczne zwycięstwo nad Australią, jednak z dalszym udziałem w turnieju pożegnała się już w ćwierćfinale po porażce z Walią.
Na początku roku 2012 ogłoszono, że O’Connell do końca sezonu 2013/2014 przedłużył umowę wiążącą go z krajową federacją. Mniej więcej w tym samym czasie ogłoszono, że zastąpi kontuzjowanego O’Driscolla w roli kapitana reprezentacji podczas Puchar Sześciu Narodów 2012, jednak w trzecim spotkaniu turnieju sam doznał urazu kolana, który wykluczył go z gry na sześć tygodni. Z uwagi na operację kręgosłupa nie był również w stanie wziąć udziału w kolejnej edycji Pucharu. Doszedłszy do pełnej sprawności, znalazł się w składzie British and Irish Lions na tournée po Australii. Pod nieobecność kapitana drużyny Sama Warburtona O’Connell poprowadził „Lwy” w rozgrywanym w Hongkongu sparingu z Barbarians, w którym zdobył przyłożenie. Pojawił się także w wyjściowym składzie zespołu w pierwszym meczu z reprezentacją Australii, jednak w jednym ze starć złamał kość przedramienia. Mimo iż zdołał dokończyć spotkanie, nie był w stanie uczestniczyć w dalszych pojedynkach. Z uwagi na duże doświadczenie zaproponowano mu jednak pozostanie w składzie Lions i dalsze treningi z zespołem.

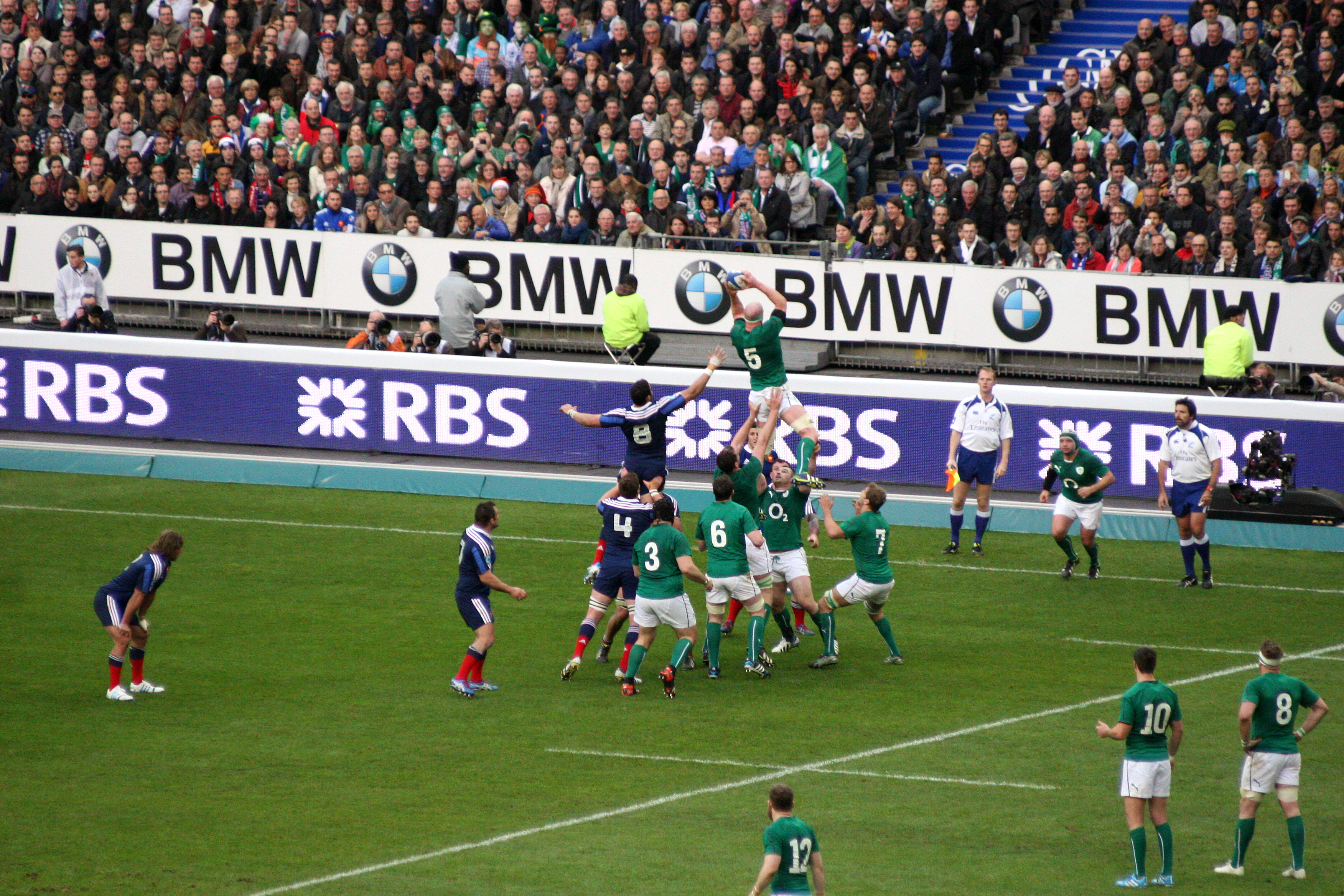
O’Connell chwyta piłkę po zagrywce autowej w finałowym meczu Pucharu Sześciu Narodów przeciw Francji (2014)

Wywodzący się z Limerick zawodnik na początku 2014 roku o dwa sezony przedłużył umowę wiążącą go z IRFU, a niedługo później znalazł się w składzie reprezentacji na Puchar Sześciu Narodów. Choć z powodu infekcji dróg oddechowych musiał opuścić mecz otwarcia przeciw Szkocji, uczestniczył w czterech pozostałych pojedynkach. Po dramatycznym wyjazdowym zwycięstwie nad Francją Irlandczycy sięgnęli po końcowe trofeum. W czerwcowym meczu z Argentyną O’Connell – jako zaledwie czwarty Irlandczyk – zaliczył swój setny testmecz (z czego siedem w barwach Lions). Było to zarazem pierwsze w historii zwycięstwo Irlandczyków odniesione w Argentynie.
Podczas Pucharu Sześciu Narodów 2015 O’Connell ponownie był kapitanem reprezentacji, a prowadzona przez niego drużyna zanotowała kolejne zwycięstwa nad Włochami, Francją i Anglią. Dopiero porażka z Walią pozbawiła Irlandczyków szans na drugi z rzędu Wielki Szlem. Spotkanie to było setnym meczem O’Connella w irlandzkiej kadrze. W ostatniej kolejce zespół z Zielonej Wyspy pokonał Szkocję, dzięki czemu sięgnął po końcowy tryumf. Był to zarazem pierwszy przypadek od 1949 roku, kiedy irlandzki kapitan dwa razy z rzędu wznosił trofeum za zwycięstwo w turnieju. Został również wybrany przez kibiców najlepszym zawodnikiem turnieju.

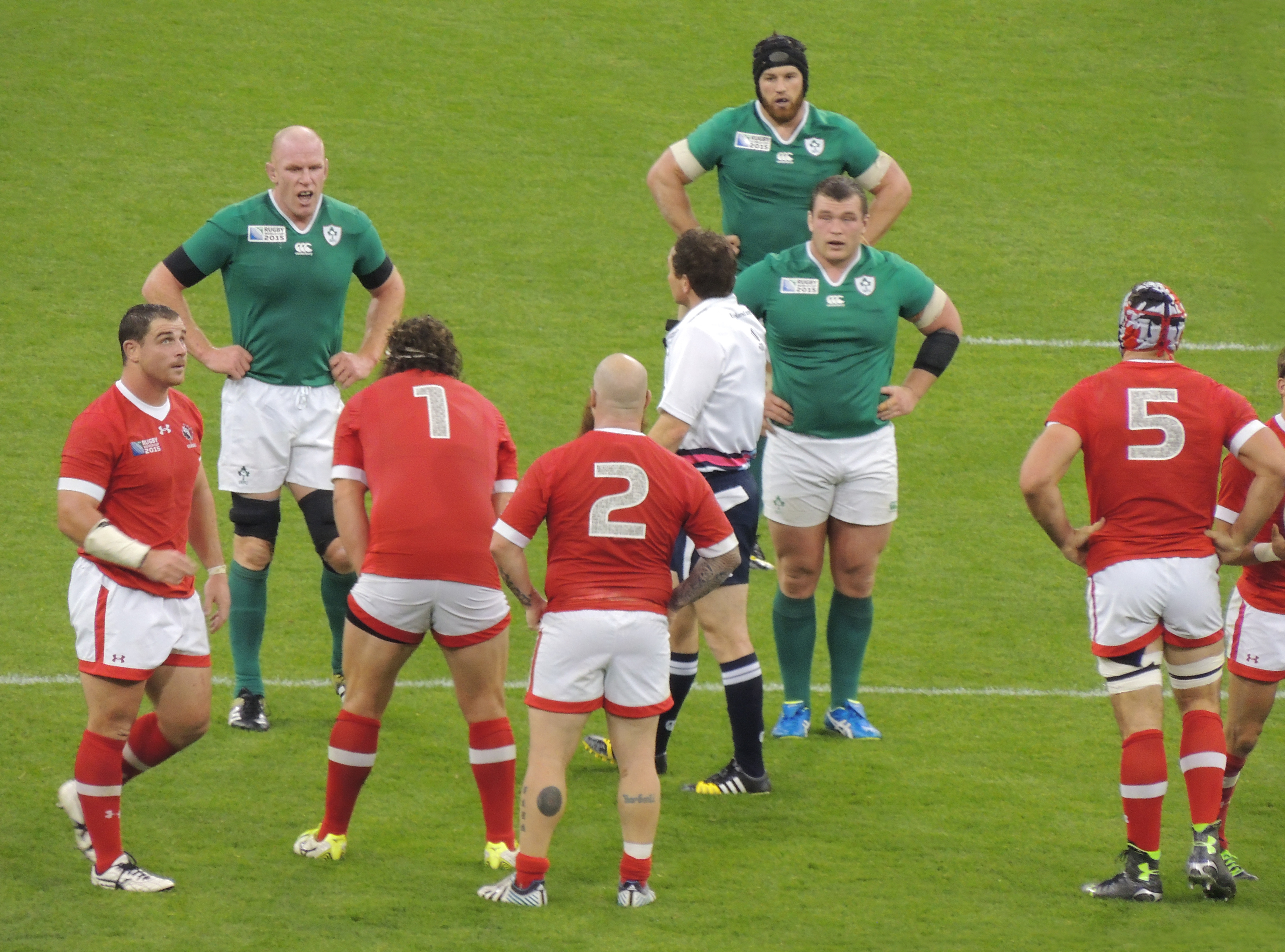
O’Connell (drugi z lewej) podczas meczu Irlandia – Kanada podczas Pucharu Świata (2015)

Zgodnie z wcześniejszymi zapowiedziami w czerwcu 2015 roku irlandzki wspieracz ogłosił, że po zakończeniu Pucharu Świata zamierza zakończyć międzynarodową karierę. Jednocześnie podano do wiadomości, że władze irlandzkiej federacji zgodziły się skrócić wiążący zawodnika kontrakt. W sierpniu O’Connell znalazł się w 31-osobowym składzie powołanym przez Joego Schmidta na Puchar Świata. Podczas rozgrywanej w Anglii imprezy wystąpił we wszystkich czterech spotkaniach fazy grupowej: z Kanadą, Rumunią, Włochami i Francją. Wszystkie cztery zakończyły się zwycięstwami Irlandczyków, którzy zająwszy pierwsze miejsce w grupie, awansowali do dalszej fazy rozgrywek. Sam O’Connell w końcówce pierwszej połowy meczu z Francją doznał poważnej kontuzji mięśnia dwugłowego uda, która wymagała leczenia operacyjnego. Oznaczało to koniec jego udziału w turnieju, a co za tym idzie przedwczesne pożegnanie z kadrą.
O’Connell zakończył karierę międzynarodową jako niekwestionowany lider reprezentacji, rozegrawszy w drużynie narodowej 108 spotkań (z czego 99 w pierwszym składzie) i 28 razy prowadząc zespół jako kapitan. Opisywano go jako ikonę irlandzkiego rugby i jednego z najlepszych zawodników na swojej pozycji.

## Statystyki
Występy na arenie międzynarodowej
| Drużyna narodowa | Rok  | Mecze | Punkty |
| ---------------- | ---- | ----- | ------ |
| Irlandia         |      |       |        |
| 2002             | 4    | 5     |        |
| 2003             | 11   | 10    |        |
| 2004             | 9    | 0     |        |
| 2005             | 5    | 5     |        |
| 2006             | 10   | 10    |        |
| 2007             | 10   | 0     |        |
| 2008             | 8    | 0     |        |
| 2009             | 8    | 0     |        |
| 2010             | 5    | 0     |        |
| 2011             | 12   | 0     |        |
| 2012             | 3    | 0     |        |
| 2013             | 3    | 0     |        |
| 2014             | 8    | 0     |        |
| 2015             | 12   | 10    |        |
| Suma             | Suma | 108   | 40     |

| Zespół | Rok  | Mecze | Punkty |
| ------ | ---- | ----- | ------ |
| Lions  |      |       |        |
| 2005   | 3    | 0     |        |
| 2009   | 3    | 0     |        |
| 2013   | 1    | 0     |        |
| Suma   | Suma | 7     | 0      |

Przyłożenia na arenie międzynarodowej
| Lp. | Data              | Miejsce                       | Przeciwnik        | Rozgrywki                   |
| --- | ----------------- | ----------------------------- | ----------------- | --------------------------- |
| 1.  | 3 lutego 2002     | Lansdowne Road, Dublin        | Walia             | Puchar Sześciu Narodów 2002 |
| 2.  | 16 sierpnia 2003  | Lansdowne Road, Dublin        | Walia             | mecz towarzyski             |
| 3.  | 16 sierpnia 2003  | Lansdowne Road, Dublin        | Walia             | mecz towarzyski             |
| 4.  | 12 lutego 2005    | Murrayfield Stadium, Edynburg | Szkocja           | Puchar Sześciu Narodów 2005 |
| 5.  | 17 czerwca 2006   | Eden Park, Auckland           | Nowa Zelandia     | mecz towarzyski             |
| 6.  | 26 listopada 2006 | Lansdowne Road, Dublin        | Pacific Islanders | mecz towarzyski             |
| 7.  | 21 marca 2015     | Murrayfield Stadium, Edynburg | Szkocja           | Puchar Sześciu Narodów 2015 |
| 8.  | 5 września 2015   | Twickenham Stadium, Londyn    | Anglia            | mecz towarzyski             |

## Osiągnięcia i wyróżnienia

### Indywidualne
- nominacja do nagrody Gracza Roku 2006 według International Rugby Board (IRB Player of the Year)[2]
- nagroda dla Gracza Roku 2006 według Irish Rugby Union Players’ Association (IRUPA Players’ Player of the Year)[108]
- nagroda dla Gracza Roku 2015 według Irish Rugby Union Players’ Association[4][108]
- nagroda dla Gracza Roku 2015 według Rugby Writers of Ireland (RWI Player of the Year 2015)[4]
- nagroda dla Gracza Turnieju podczas Pucharu Sześciu Narodów 2015 (Player of the 2015 6 Nations Championship)[4][101]

- odznaczenie Freedom of Limerick City, 2012[b][109]
- tytuł doctor honoris causa University of Limerick, 2015[110][111]
- tytuł honorowego dożywotniego prezesa Young Munster, 2015[112]

### Drużynowe
Munster
- Celtic League
  - (3) 2002/2003, 2008/2009, 2010/2011
- Celtic Cup
  - (1) 2004/2005
- Puchar Heinekena
  - (2) 2005/2006, 2007/2008

Irlandia
- Puchar Sześciu Narodów
  - zwycięstwo (3): 2009, 2014, 2015
  - Wielki Szlem (1): 2009
  - Triple Crown (4): 2004, 2006, 2007, 2009

British and Irish Lions
- udział (3): 2005, 2009, 2013
- zwycięzca serii (1): 2013

## Życie osobiste
Paul jest synem Shelagh i Michaela, ma dwóch starszych braci Justina i Marcusa. Ojciec późniejszego kapitana reprezentacji w rodzinnym Cork grał w rugby na pozycji wspieracza (w klubach Sundays Well i Cork Constitution) oraz w hurling (w zespole Blackrock), nim w latach 60. przeniósł się do Limerick. Po przeprowadzce grał jeszcze w rugby w drużynie Young Munster. Tę samą dyscyplinę uprawiał też brat Paula, Justin.
Paul wraz z partnerką Emily O’Leary w 2010 roku doczekał się syna, Paddy’ego. Para pobrała się w lipcu 2013 roku we francuskim Auch, a w 2014 roku na świat przyszło ich drugie dziecko, córka Lola.
O’Connell na University of Limerick studiował inżynierię komputerową, jednak przerwał studia na ich końcowym etapie, gdy podpisał zawodowy kontrakt z Munster Rugby.
Na co dzień jest kibicem piłkarskiej drużyny Everton F.C.